# Castello Lukeba
Pour les articles homonymes, voir Lukeba.
Junior Castello Lukeba , dit Castello Lukeba, né le 17 décembre 2002 à Lyon (Rhône), est un footballeur international français qui évolue au poste de défenseur central au RB Leipzig.
Il est sélectionné en équipe de France à partir de 2023.

## Biographie

### En club

#### Jeunesse et formation
Castello Lukeba naît le 17 décembre 2002 à Lyon, dans la circonscription départementale du Rhône, en Auvergne-Rhône-Alpes.
Il début le football dans le club de la ville de Bron à l'âge de cinq ans jusqu'au déménagement de ses parents après lequel il rejoint l'Olympique Saint Genis Laval. Détecté par l'Olympique lyonnais, club partenaire, lors d'un tournoi en salle, il rejoint le club lyonnais dès la section des U10 ans et y est formé entre 2011 et 2021.

#### Olympique lyonnais
Le 1er juillet 2021, Castello Lukeba signe son premier contrat professionnel avec le club.
Le 7 août 2021, après plusieurs apparitions intéressantes dans la défense lyonnaise au cours des matchs de pré-saison, il réalise ses débuts professionnels avec l'Olympique lyonnais, en étant titularisé face au Stade brestois lors de la saison 2021-2022. Le 25 novembre 2021, Castello Lukeba fait ses débuts européens lors d'une victoire 3-1 contre le Brøndby IF en phase de groupes de la Ligue Europa 2021-2022. Le 22 décembre 2021, il marque son premier but pour le club d'une tête contre le FC Metz, sur une passe décisive de Rayan Cherki, sur un corner. Régulièrement associé à Jérôme Boateng ou à Thiago Mendes, il confirme qu'il est un élément important de l'effectif lyonnais au cours de la saison.
Le 3 janvier 2022, Castello Lukeba prolonge jusqu'en 2025 avec l'Olympique lyonnais. Le 1er mai suivant, bien installé dans son axe central, il marque son deuxième but sous les couleurs lyonnaises ouvrant la marque pour une victoire trois buts à zéro des siens contre l'Olympique de Marseille.
Il quitte le club après deux saisons et soixante-huit matchs joués.

#### RB Leipzig
Le 11 août 2023, Castello Lukeba s'engage en faveur du RB Leipzig en paraphant un contrat de cinq ans,,. Le montant du transfert est estimé entre 30 et 35 millions d'euros,. Le 23 octobre 2024, il prolonge son contrat d'une saison, il est désormais lié jusqu'en juin 2029 avec le club allemand.

### En équipe nationale
Le 10 octobre 2021, Castello Lukeba reçoit sa première convocation avec l'équipe de France espoirs dirigée par Sylvain Ripoll, où il rejoint ses coéquipiers Maxence Caqueret, Rayan Cherki et Malo Gusto.
En octobre 2023, initialement appelé en équipe de France espoirs par Thierry Henry, il est convoqué pour la première fois par le sélectionneur Didier Deschamps en équipe de France à la suite des forfaits sur blessure de Jules Koundé puis de son remplaçant Axel Disasi.
Le 17 octobre 2023, il joue sa première sélection en remplaçant Ibrahima Konaté à la 87e minute, face à l'Ecosse en match amical.
Le 3 juin 2024, Thierry Henry le sélectionne dans une pré-liste de 25 joueurs afin de disputer les Jeux olympiques 2024 à Paris avant de le convoquer dans la liste définitive des 18 joueurs le 8 juillet.
En juin 2025, il est sélectionné pour participer à l'Euro espoirs. 

## Statistiques
| Saison                | Club                  | Championnat           | Championnat | Championnat | Championnat | Coupe(s) nationale(s) | Coupe(s) nationale(s) | Coupe(s) nationale(s) | Compétition(s) continentale(s) | Compétition(s) continentale(s) | Compétition(s) continentale(s) | Compétition(s) continentale(s) | Total | Total | Total |
| Saison                | Club                  | Division              | M.          | B.          | P.d.        | M.                    | B.                    | P.d.                  | Comp.                          | M.                             | B.                             | P.d.                           | M.    | B.    | P.d.  |
| 2021-2022             | Olympique lyonnais    | Ligue 1               | 24          | 2           | -           | -                     | -                     | 0                     | C3                             | 6                              | 0                              | 0                              | 30    | 2     | 0     |
| 2022-2023             | Olympique lyonnais    | Ligue 1               | 34          | 2           | 0           | 4                     | 0                     | 0                     | -                              | -                              | -                              | -                              | 38    | 2     | 0     |
| Sous-total            | Sous-total            | Sous-total            | 58          | 4           | 0           | 4                     | 0                     | 0                     | -                              | 6                              | 0                              | 0                              | 68    | 4     | 0     |
| 2023-2024             | RB Leipzig            | Bundesliga            | 32          | 1           | 0           | 2                     | 0                     | 0                     | C1                             | 7                              | 0                              | 0                              | 41    | 1     | 0     |
| 2024-2025             | RB Leipzig            | Bundesliga            | 23          | 0           | 0           | 3                     | 0                     | 0                     | C1                             | 5                              | 0                              | 0                              | 31    | 0     | 0     |
| 2025-2026             | RB Leipzig            | Bundesliga            | -           | -           | -           | 1                     | 0                     | 1                     | -                              | -                              | -                              | -                              | 1     | 0     | 1     |
| Sous-total            | Sous-total            | Sous-total            | 55          | 1           | 1           | 6                     | 0                     | 0                     | -                              | 12                             | 0                              | 0                              | 73    | 1     | 1     |
| Total sur la carrière | Total sur la carrière | Total sur la carrière | 113         | 5           | 0           | 10                    | 0                     | 1                     | -                              | 18                             | 0                              | 0                              | 141   | 5     | 1     |

### En sélection nationale
| Saison                | Sélection             | Phases finales        | Phases finales | Phases finales | Phases finales | Éliminatoires | Éliminatoires | Éliminatoires | Ligue Nations UEFA | Ligue Nations UEFA | Ligue Nations UEFA | Matchs amicaux | Matchs amicaux | Matchs amicaux | Total | Total | Total |
| Saison                | Sélection             | Compétition           | M              | B              | Pd             | M             | B             | Pd            | M                  | B                  | Pd                 | M              | B              | Pd             | M     | B     | Pd    |
| --------------------- | --------------------- | --------------------- | -------------- | -------------- | -------------- | ------------- | ------------- | ------------- | ------------------ | ------------------ | ------------------ | -------------- | -------------- | -------------- | ----- | ----- | ----- |
| 2023-2024             | France                | -                     | -              | -              | -              | -             | -             | -             | -                  | -                  | -                  | 1              | 0              | 0              | 1     | 0     | 0     |
| Total sur la carrière | Total sur la carrière | Total sur la carrière | -              | -              | -              | -             | -             | -             | -                  | -                  | -                  | 1              | 0              | 0              | 1     | 0     | 0     |

### Liste des matchs internationaux
| Matchs internationaux de Castello Lukeba | Matchs internationaux de Castello Lukeba | Matchs internationaux de Castello Lukeba       | Matchs internationaux de Castello Lukeba | Matchs internationaux de Castello Lukeba | Matchs internationaux de Castello Lukeba | Matchs internationaux de Castello Lukeba                          | Matchs internationaux de Castello Lukeba |
|                                          | Date                                     | Lieu                                           | Adversaire                               | Résultat                                 | Compétition                              | Notes                                                             |                                          |
| ---------------------------------------- | ---------------------------------------- | ---------------------------------------------- | ---------------------------------------- | ---------------------------------------- | ---------------------------------------- | ----------------------------------------------------------------- | ---------------------------------------- |
| 1.                                       | 17 octobre 2023                          | Stade Pierre-Mauroy, Villeneuve-d'Ascq, France | Écosse                                   | 4 - 1                                    | Match amical                             | Entre en jeu à la place d'Ibrahima Konaté à la 87e minute de jeu. |                                          |

## Palmarès

### En club
Il remporte son premier titre sous les couleurs du RB Leipzig en remportant la Supercoupe d'Allemagne 2023 mais n'entre pas en jeu au cours du match.

### En équipe nationale
Avec l'équipe de France olympique, il est médaillé d'argent des Jeux olympiques lors des jeux de Paris 2024.
| RB Leipzig (1)                               | France olympique                               |
| -------------------------------------------- | ---------------------------------------------- |
| - Supercoupe d'Allemagne - Vainqueur : 2023. | - Jeux olympiques - Médaillé d'argent en 2024. |

## Décorations
- Chevalier de l'ordre national du Mérite (décret du 23 septembre 2024)[1]